# Provincia di Safi
La provincia di Safi è una delle province del Marocco, parte della Regione di Marrakech-Safi.
Nel 2009 una parte del territorio è stato scisso per andare a formare la nuova provincia di Youssoufia.

## Geografia antropica

### Suddivisioni amministrative
La provincia di Safi, prima della scissione, contava 5 municipalità e 29 comuni:

#### Municipalità
- Echemmaia
- Jamaat Shaim
- Safi
- Sebt Gzoula
- Youssoufia

#### Comuni
- Atiamim
- Atouabet
- Ayir
- Bouguedra
- Dar Si Aissa
- El Beddouza
- El Gantour
- El Ghiate
- El Gouraani
- Esbiaat

- Hrara
- Ighoud
- Jdour
- Jnane Bouih
- Khatazakane
- Laamamra
- Labkhati
- Lahdar
- Lakhoualqa
- Lamaachate

- Lamrasla
- Lamsabih
- Moul El Bergui
- Oulad Salmane
- Ras El Ain
- Saadla
- Sidi Aïssa
- Sidi Chiker
- Sidi Ettiji